# Lieboch
Lieboch är en ort och kommun i Österrike. Den ligger i distriktet Graz-Umgebung i förbundslandet Steiermark,  130 km sydväst om huvudstaden Wien. 
Kommunen består av tre orter (Ortschaften) (inom parentes invånarantal 1 januari 2024):
- Lieboch (3 614)
- Schadendorf (908)
- Spatenhof (1 059)